# El Tarra
El Tarra – miasto w Kolumbii, w departamencie Norte de Santander.